# Mycodiplosis beliae
Mycodiplosis beliae är en tvåvingeart som beskrevs av Dali Chandra 1993. Mycodiplosis beliae ingår i släktet Mycodiplosis och familjen gallmyggor.
Artens utbredningsområde är Uttar Pradesh (Indien). Inga underarter finns listade i Catalogue of Life.